# 村川久子
村川 久子（むらかわひさこ、1943年（昭和18年） - ）は、日本の学者。元青山学院大学社会情報学部教授、有限会社言語研究所代表取締役、聖徳大学客員教授。

## 来歴
兵庫県神戸市生まれ。パルモア学院卒業。アメリカ・セントラルメソジスト大学・文学部文科系学士取得。
セントラルミズーリ州立大学大学院文学部文学修士取得。テキサス大学大学院外国語教育学部博士号取得。
福島県立会津大学教授（Academic English、Pronunciation、Standardized Test Taking）、駿台外語綜合学院講師、会津学鳳中高一貫教育検討委員会副委員長、NPOテラコヤ学塾長を歴任。
TOEFLやTOEIC関連の書籍の著者として有名である。また、駿台外語綜合学院では名物講師となっている。
学生に対して決して手を抜かない厳しい指導をすることでも有名で、彼女の軍隊式授業は名物となっており、さながら英語の鬼、鬼軍曹、ブートキャンプの英語訓練である。元在籍校の会津大学における彼女の授業である Academic English（必修科目）における2005-2007年の単位取得率は5割を切っている。また、彼女のPronunciationの授業でも他の教授のそれに比べて遥かに高いレベルを要求されるが、真面目に勉強したい学生にとっては、将来、非常に役に立つものが多く得られる授業であるため、敢えて彼女の授業を受けることを勧める先輩もいる。
また、TOEFL・留学指導の第一人者であり多くの学生を留学させてきた。

## 著作

### 主な著書
- 『ブライト英語辞典』（小学館）
- 『TOEFLテスト　パーフェクトストラテジー』（旺文社）
- 『TOEFLテスト　パーフェクトボキャブラリー』（旺文社）
- 『やさしくリーディング激選2550　TOEFLテスト』（アスキー）
- 『TOEIC TEST パーフェクト問題集1000問』（日本経済新聞社）
- 『Essential Skills for the TOEIC Test』（金星堂）
- 『カッコよくキメる小中学生のための英文Q&A』（随想舎）
- 『Sounds Right! Sounds Good!』（マクミランランゲージハウス）

### 書籍以外の著作物
- 『E-Learning System -Version III-』（駿台外語綜合学院）
- 『CD-ROMで学ぶTOEFL英文法』（アスキー）
- 『英文タイピングエキスパート』（Yahoo!インターネット検定）